# Henri Meschonnic
Henri Meschonnic, né le 18 septembre 1932 à Paris et mort le 8 avril 2009 à Villejuif, est un théoricien du langage, essayiste, traducteur et poète français.

## Biographie
Henri Meschonnic est régulièrement intervenu dans le Forum des langues du monde. Il fut président du Centre national des lettres, devenu en 1993 Centre national du livre.
Il a notamment été lauréat des prix Max-Jacob en 1972 et Mallarmé en 1986. Il a reçu à Strasbourg en 2005 le prix Jean-Arp de littérature francophone pour l'ensemble de son œuvre et a été le lauréat du grand prix international de poésie Guillevic-ville de Saint-Malo en 2007. Il fut membre de l'Académie Mallarmé à partir de 1987.
Il a déposé ses archives à l’Institut mémoires de l'édition contemporaine (IMEC) en 2007.
Il est inhumé au cimetière du Père-Lachaise (division 74).

## Une aventure intellectuelle
Henri Meschonnic est né de parents juifs russes venus de Bessarabie en 1926. Il est enfant caché au cours de la Seconde Guerre mondiale. Jeune bachelier, il poursuit ensuite ses études supérieures de lettres à la Sorbonne. En tant qu'étudiant, il est sursitaire et effectue lors de son service militaire un séjour de huit mois à Alger, au cours de la guerre d’Algérie en 1960. Ses premiers poèmes en témoignent.
Agrégé de lettres (1959), Henri Meschonnic enseigne d’abord à l’université de Lille de 1963 à 1968, puis il rejoint, en 1969, le Centre universitaire expérimental de Vincennes, pour participer à sa création, aux côtés de François Châtelet, Gilles Deleuze, Jean-François Lyotard, Michel Foucault, Alain Badiou, etc. ; il a enseigné durant de longues années la linguistique et la littérature à l’université Paris-VIII (jusqu’en 1997) ; il a été vice-président du conseil scientifique de 1989 à 1993 et directeur de l’École doctorale « Disciplines du sens » qu’il avait fondée en 1990.
L’étude de l’hébreu appris pendant la guerre d'Algérie en autodidacte le mène à entreprendre des traductions bibliques, point de départ d’une réflexion à la fois sur le rythme et sur la théorie générale du langage et du problème poétique, ce que montrent les deux premiers livres publiés ensemble, Les Cinq Rouleaux et Pour la poétique, en 1970.
Henri Meschonnic a proposé une anthropologie historique du langage qui engagerait la pensée du rythme « dans et par » l'historicité, l'oralité et la modernité du poème comme discours. La notion de sujet est vue comme l'activité spécifique d'un discours. Une série d'essais, depuis Pour la poétique jusqu'à Politique du rythme, Politique du sujet en passant par Critique du rythme, Anthropologie historique du langage touchent à différentes disciplines, à partir de la littérature et de la théorie du langage. Le poème est assimilé à un opérateur éthique de valeur commun à tous les discours. La notion de rythme occupe une place centrale dans sa réflexion. Dans une œuvre qui combine écriture poétique, traduction et essai, Meschonnic s'est affirmé en opposition à ce qu'il estimait être des académismes et notamment contre le structuralisme, s'appuyant notamment sur les propositions de Wilhelm von Humboldt, de Ferdinand de Saussure et d'Émile Benveniste.
Comme théoricien de la traduction, Meschonnic a mis en avant l'historicité de la traduction. Il a synthétisé ses vues dès 1973 dans Pour la poétique II, Épistémologie de l’écriture, Poétique de la traduction et surtout, en 1999, dans Poétique du traduire mais la traduction est une préoccupation permanente dans la recherche de Henri Meschonnic, qui présente la traduction comme un acte critique.
Le texte à traduire doit être abordé comme un discours, comme une énonciation, et non comme un objet, un écrit. Le texte est un acte, indissociable de son auteur. Traduire, c'est se connecter à une parole vivante et non pas à langage figé dans des signes. Cette approche permet de dépasser le dualisme entre la forme et le sens, Meschonnic parlant d'une « forme sens ». Le texte à traduire doit être abordé comme une dynamique, dans laquelle le rythme est le principal porteur de sens, plus que dans le mot. Yves Bonnefoy, s'inspirant de ces thèses, parlera d'événement, de dire, pour qualifier le texte à traduire. Ce dire vient d'abord du poète, puis, de façon continue, du poème, et donc il faut que le traducteur remonte au poète s'il veut traduire le poème.

## De la poétique à l’anthropologie historique du langage
Meschonnic, à la suite de Roman Jakobson, a proposé une poétique qu'il requalifiera ultérieurement d'« anthropologie historique du langage ». La notion centrale de cette nouvelle poétique est la notion de rythme pour laquelle il a proposé plusieurs définitions. Alors que, traditionnellement, le rythme était défini par le retour régulier des mêmes éléments, Henri Meschonnic a étendu cette notion, en s'appuyant notamment sur le travail de Iouri Tynianov, à l'ensemble des facteurs constructifs du vers : son accentuation, son organisation phonologique (Meschonnic parle de « prosodie »), mais aussi sa syntaxe et sa structure lexicale.
Le rythme a, chez Henri Meschonnic, une acception plus large encore puisqu'il en vient à désigner l'organisation générale d'un discours et l'activité du sujet producteur de ce discours : selon Meschonnic le rythme serait « l'organisation du mouvement de la parole par un sujet ». Meschonnic reprend alors les recherches philologiques de Émile Benveniste  qui, à partir de Héraclite, déplatonise le rythme.
Comme chez Roman Jakobson, la poétique ne désigne plus pour Meschonnic une discipline analytique spécifique à la littérature : elle analyse l'ensemble des phénomènes à l'œuvre dans le discours, en général, et qui seraient à l'œuvre de façon optimale dans le poème. Le poème serait alors le « révélateur » de l'activité du sujet, de son appropriation du langage. Ce parti pris l'amène à développer, à partir de Critique du rythme (1982), la notion de « sémantique sérielle », généralisation du principe de la rime à l'ensemble des phonèmes d'un texte (ou discours).
À travers une série d'essais, depuis Pour la poétique jusqu'à Politique du rythme, Poétique du rythme, en passant par Critique du rythme, Anthropologie historique du langage, Henri Meschonnic a engagé un certain nombre de chantiers relevant de différentes disciplines : critique littéraire, lexicographie, linguistique, traductologie, philosophie et historiographie.

## Entre critique et polémique

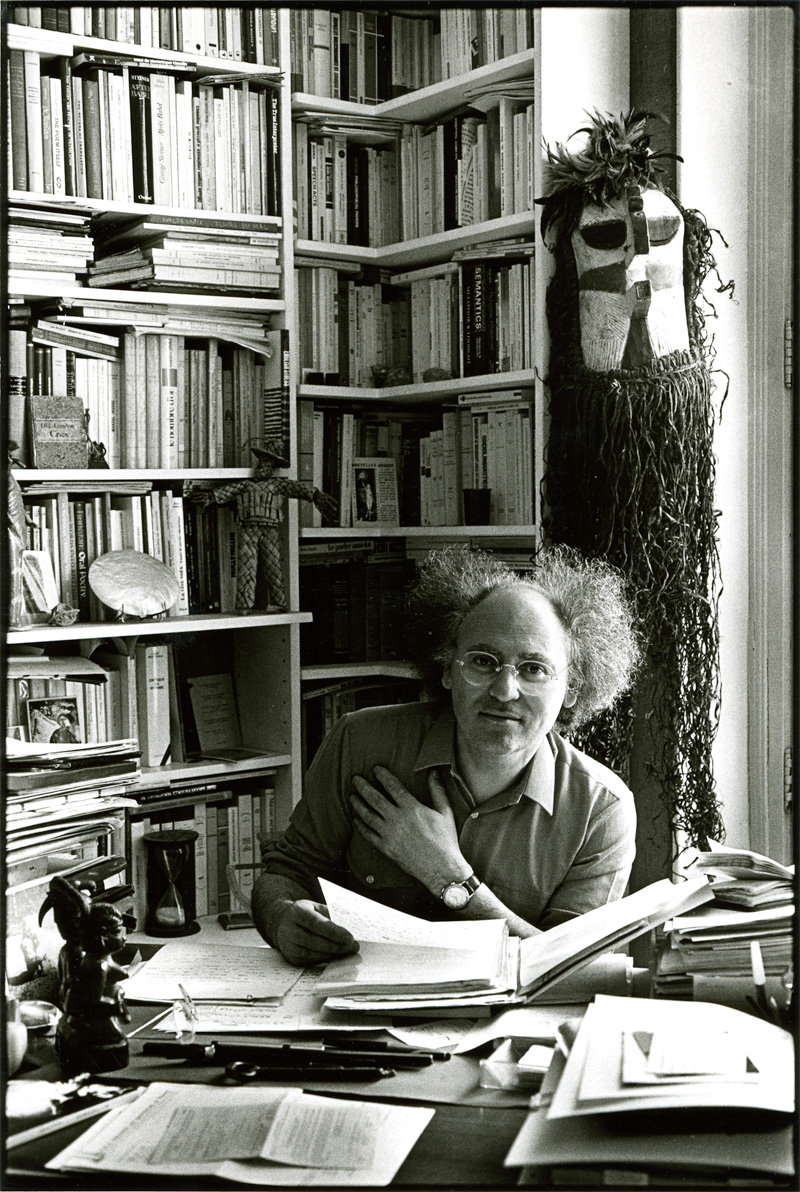
Henri Meschonnic dans son bureau, 1984

S'il s'est toujours défendu d'être « polémique », la carrière de Henri Meschonnic n'en est pas moins marquée par une série de conflits ouverts avec quelques représentants du monde poétique, philosophique ou littéraire. En 1975, dans Le signe et le poème, il fait une critique radicale de la phénoménologie de Husserl à Jacques Derrida et de sa prétention à accomplir la poésie (p. 471). La formule peut aller jusqu'à un certain rire qui prophétise une réception planétaire[pas clair] : « C'est en surfaisant que Derrida défait » et « Plus il déçoit, plus il triomphe » (p. 473) .
La brouille avec son collègue de l'université de Vincennes et ami des Cahiers du chemin, le poète épris de philosophie Michel Deguy, entre dans le prolongement de sa critique de la phénoménologie ; toutefois il faut rappeler que c'est Meschonnic qui a introduit les Poèmes 1960-1970 (Poésie/Gallimard, 1973) de Michel Deguy, et proposé le texte liminaire de la revue Po&sie animée depuis lors par Michel Deguy.
En 2001, Célébration de la poésie dresse un panorama offensif de la poésie contemporaine en France. Si Yves Bonnefoy n'en a rien dit, Michel Deguy a qualifié Meschonnic de « serial killer » et Jean-Michel Maulpoix de « sycophante ». L'ouvrage est une charge contre la quasi-totalité des poètes contemporains de l'auteur. Yves Bonnefoy et Jacques Roubaud y sont désignés comme « deux mammouths naturalisés au Muséum d’Histoire Naturelle de la poésie contemporaine », André du Bouchet a des « tics », Michel Deguy est un faiseur de « tours de bonneteau », Jacques Dupin meurt d’« amour de la poésie », Claude Royet-Journoud est un « adorateur » du blanc, Philippe Becq [sic] un « pince sans rire qui ne pince pas grand chose », chez Olivier Cadiot « le toc joue à feindre le toqué » dans une « oulipiteuse décalcomanie de dérivés qui font du surplace »… Meschonnic, comme l'a écrit Jean-Michel Maulpoix, a pris « soin de choisir le mot qui fait mal. »[réf. incomplète]
Meschonnic n'a vu, dans la réplique de Jean-Michel Maulpoix, que « vilenie » et « diffamation » et s'est expliqué sur ses motivations dans une réponse adressée à Jean-Michel Maulpoix : « Alors que depuis trente ans je construis une autre pensée du langage, et une 'poétique du rythme' […] tout cela est effacé. Le 'langage précis de la pensée', qui est dans la continuité de mon travail, a disparu. Les raisons des 'pourquoi' ont disparu, et 'réfléchir, argumenter', ce que je ne cesse de faire, a disparu. Mais il est dit qu'il n'y a 'pas un mot' sur l'écriture de la poétisation que je critique, alors que justement il y a de nombreux exemples, étudiés dans leurs clichés. » (La Quinzaine littéraire no 824)
Mais c'est le philosophe Martin Heidegger que Henri Meschonnic dénonce avec le plus de force, cherchant à démontrer les continuités qui relient l'œuvre philosophique et les rapports de Heidegger avec le Parti national-socialiste. Il consacre deux ouvrages au philosophe allemand : Le Langage Heidegger en 1990 et Heidegger ou le national-essentialisme en 2007.
Il conteste par ailleurs des spécialistes comme Jean Quillien, qui a consacré ses travaux à Wilhelm von Humboldt, en discutant de près ses traductions (voir "La Philosophie contre la pensée Humboldt" dans Langage, histoire, une même théorie, p. 641 et suivantes). Il ne faut pas oublier que c'est Meschonnic, plus que Quillien, qui a assuré un renouveau d'intérêt pour le travail de Humboldt en France, et lui qui avait soutenu la publication des livres en français du plus grand spécialiste de Humboldt à Berlin, Jürgen Trabant, qui, pour sa part, voit dans le travail de Meschonnic un véritable prolongement de l'ethnolinguistique au sens humboldtien.
Mais pour comprendre ses positions, il est cependant toujours préférable de lire en premier lieu les réponses et explications que Henri Meschonnic donne dans ses entretiens, comme celui qu'il donne au sujet de Célébration de la poésie qui replace le point de vue à partir de son questionnement central, à savoir le fonctionnement de la langue.

## Traduction de la Bible
Mais c'est surtout à partir de son expérience de traducteur de la Bible et de poète que Meschonnic engage une « anthropologie historique du langage » comme « critique du rythme ». C'est parce que l'hébreu biblique ne connaît pas l'opposition vers/prose (voir l'introduction de Gloires, traduction des Psaumes), que le traducteur se confronte à la recherche d'un système répondant au système accentuel de la transcription réalisée par les Massorètes, et qu'il théorise le rythme comme "sujet du poème", c'est-à-dire "organisation prosodique-rythmique du texte" (voir "Le goût du rythme comme récitatif" dans Gloires, p. 30-37).

## L’œuvre poétique
L'œuvre poétique de Henri Meschonnic commence par des « poèmes d'Algérie » publiés dans la revue Europe en janvier 1962, mais c'est surtout avec Dédicaces proverbes (prix Max-Jacob, 1972) qui comporte quatre pages liminaires que commence l'aventure d'un « langage qui n'a plus rien à faire de la distinction utile ailleurs entre dire et agir, qui n'a plus rien à faire de l'opposition entre l'individuel et le social, entre la parole et la langue ». Aussi tous les livres qui suivent sont-ils tous à considérer comme autant de poèmes en cours participant à une seule et même aventure, « ni confession, ni convention », hors de tout « psittacisme formaliste ».

## Œuvres
La liste signalée n' a pas vocation à être exhaustive, au vu du très grand nombre d'ouvrages écrits par Henri Meschonnic.

### Essais
- Dictionnaire du français contemporain, (collaboration), Larousse, 1967.
- Pour la poétique, Gallimard, 1970.
- Pour la poétique II, Épistémologie de l’écriture, Poétique de la traduction, Gallimard, 1973.
- Pour la poétique III, Une parole écriture, Gallimard, 1973.
- Le Signe et le poème, Gallimard, 1975.
- Écrire Hugo, Pour la poétique IV (2 vol.), Gallimard, 1977.
- Poésie sans réponse, Pour la poétique V, Gallimard, 1978.
- Critique du rythme, Anthropologie historique du langage (1982), Verdier-poche, 2009.
- « La nature dans la voix », introduction au Dictionnaire des Onomatopées de Charles Nodier, Trans-Europ-Repress, 1985.
- Critique de la théorie critique, Langage et Histoire, séminaire, direction et participation, Presses Universitaires de Vincennes, 1985.
- Les états de la poétique, PUF, 1985.
- Écrits sur le livre, « Mallarmé au-delà du silence », introduction à Mallarmé, choix de textes, éditions de l’Éclat, 1986.
- Modernité modernité, Verdier, 1988 ; folio-essais Gallimard, 1994.
- Le langage Heidegger, PUF, 1990.
- La Rime et la vie, Verdier, 1990 ; folio-essais, Gallimard, 2006.
- Des mots et des mondes, Hatier, 1991.
- Le Langage comme défi, séminaire, direction et participation, Presses Universitaires de Vincennes, 1992.
- La Pensée dans la langue, Humboldt et après, séminaire, direction et participation, Presses Universitaires de Vincennes, 1995.
- Politique du rythme, politique du sujet, Verdier, 1995.
- Histoire et grammaire du sens, codirection avec Sylvain Auroux et Simone Delesalle, et participation, Armand Colin, 1996.
- De la langue française, essai sur une clarté obscure, Hachette-Littératures 1997 ; Pluriel, 2001.
- Traité du rythme, des vers et des proses (avec Gérard Dessons), Dunod, 1998.
- Poétique du traduire, Verdier, 1999.
- Et le génie des langues ? séminaire, direction et participation, Presses Universitaires de Vincennes, 2000.
- Crisis del Signo/Crise du signe, éd. bilingue, Comisión Permanente de la Feria del Libro, Santo Domingo, República Dominicana, 2000.
- Le Rythme et la lumière avec Pierre Soulages, Odile Jacob, 2000.
- L’Utopie du Juif, Desclée de Brouwer, 2001.
- « Hugo continuant la Bible » dans Henri Meschonnic et Manoko Ôno, Victor Hugo et la Bible (éd. sous la direction de Franck Laurent), Maisonneuve et Larose, 2001, p. 7-25
- Célébration de la poésie, Verdier, 2001 ; poche/Verdier, 2006.
- Hugo, la poésie contre le maintien de l’ordre, Maisonneuve et Larose, 2002.
- Spinoza poème de la pensée, Maisonneuve et Larose, 2002.
- Un coup de Bible dans la philosophie, Bayard, 2004.
- Vivre poème, Dumerchez, 2005.
- Le Nom de notre ignorance, la Dame d'Auxerre, Éditions Laurence Teper, 2006.
- Il ritmo come poetica, conversazioni con Giuditta Isotti Rosowski, Bulzoni editore, Roma, 2006.
- Heidegger ou le national-essentialisme, Éditions Laurence Teper, 2007.
- Dans le bois de la langue, Éditions Laurence Teper, 2008.
- Théâtre oracle, un cahier orchestré par Henri Meschonnic, Théâtre/Public no 189, 2008.
- Pour sortir du postmoderne, Éditions Klincksieck, 2009.
- Langage, histoire, une même théorie, préface de Gérard Dessons, Verdier, 2012.
- Le sacré, le divin, le religieux, Éditions Arfuyen, coll. "La faute à Voltaire", 2016.

### Traductions
- Les Cinq Rouleaux (Le chant des chants, Ruth, Comme ou Les Lamentations, Paroles du Sage[16], Esther), Gallimard, 1970
- La structure du texte artistique, de Iouri Lotman, direction de la traduction collective, Gallimard, 1973.
- Jona et le signifiant errant, Gallimard, 1981.
- Gloires, traduction des psaumes, Desclée de Brouwer, 2001
- Au commencement, traduction de la Genèse, Desclée de Brouwer, 2002
- Les Noms, traduction de l’Exode, Desclée de Brouwer, 2003
- Et il a appelé, traduction du Lévitique, Desclée de Brouwer, 2003
- Dans le désert, traduction du livre des Nombres, Desclée de Brouwer, 2008

### Poésie
- Dédicaces proverbes, Gallimard, 1972 ; prix Max-Jacob, 1972
- Dans nos recommencements, Gallimard, 1976
- Légendaire chaque jour, Gallimard, 1979
- Voyageurs de la voix, Verdier, 1985 ; prix Mallarmé, 1986 ; L’improviste, 2005
- Nous le passage, Verdier, 1990
- Combien de noms, L’improviste, 1999
- Maintenant (avec des dessins de Catherine Zask), Les petits classiques du grand pirate, 2000
- Je n’ai pas tout entendu, Dumerchez, 2000
- Puisque je suis ce buisson, Éditions Arfuyen, 2001
- Infiniment à venir (avec une photographie de Thomas Compère-Morel), Dumerchez, 2004
- Tout entier visage, Éditions Arfuyen, 2005
- Et la terre coule, Éditions Arfuyen, 2006
- Je marche mon infini (avec Jean-Gille Badaire), Jacques Brémond, 2007
- La vie je cours (avec des peintures de Serge Plagnol), Éditions Tipaza, 2008
- Parole rencontre (avec des dessins de Catherine Zask), L'Atelier du Grand tétras, 2008
- De monde en monde, Éditions Arfuyen, 2009
- Demain dessus demain dessous, Éditions Arfuyen, 2010
- L'obscur travaille, Éditions Arfuyen, 2012
- Infiniment à venir, suivi de Pour le poème et par le poème (discours de Strasbourg), Éditions Arfuyen, 2017;

### Interventions en ligne d'Henri Meschonnic
- Traduire ce que les mots ne disent pas, mais ce qu'ils font (1995)
- Deuxième version du « Manifeste pour un parti du rythme », 2 novembre 1999 (publié à la fin de Célébration de la poésie)
- « Comment on efface un travail de pensée ». Réponse de Henri Meschonnic à Jean-Michel Maulpoix à propos de Célébration de la poésie publiée dans La Quinzaine littéraire, nº 823, 16 janvier 2002.
- Israël : Pour en finir avec le mot « Shoah », Le Monde, 24 février 2005. Ce texte a été déconstruit par Valéry Rasplus, « Le mot "Shoah" n'est pas de trop », Le Huffington Post, 22 avril 2016
- Texte intégral du Discours de réception du prix de littérature francophone Jean-Arp prononcé par Henri Meschonnic au Palais universitaire de Strasbourg le 4 mars 2006.

### Travail théâtral avec Claude Régy
- 1995 : Paroles du sage,
- 2005 : Comme un chant de David d'après les Psaumes[17]

### Entretiens avec Henri Meschonnic
- Avec Jean-Jacques Thomas sur Le Signe et le poème dans Sub-Stance no 15 (Socio-criticism), 1976, p. 117-121.
- Avec André Miguel dans Le Journal des poètes, juin 1977, p. 15-17.
- Avec Alex Derczansky, Olivier Mongin et Paul Thibaud dans Esprit, no 7-8, juillet-août 1977, p. 20-31 (traduit en anglais américain dans New Literary History, vol. 19, no 3, The Johns Hopkins University Press, Spring 1988, p. 453-466).
- Avec Jean Verrier dans Le Français aujourd'hui no 51, septembre 1980, p. 95-97.
- Avec Bernard Vargaftig et Michel Dion: L'original second dans Révolution no 120, 18 juin-24 juin 1982, p. 21.
- Avec Henri Raczymow et Jean Baumgarten dans Traces no 4, 1982, p. 110-119.
- Avec Jean-Claude Eslin: Le rythme et la traduction dans Esprit no 9, septembre 1982, p. 87-95.
- Avec Jean Royer dans Écrivains contemporains, entretiens 2 (1977-1980), Montréal, L'Hexagone, 1983.
- Avec Pierre Gazaix: Dans le langage, c'est toujours la guerre, dans Mi-Dit, Cahiers méridionaux de Psychanalyse, année 2, no 1, mars 1985, p. 102-110.
- Avec Charles Haroche: Du poème à la poétique dans Europe no 685, mai 1986, p. 168-177.
- Avec Michel Le Bris: L'oublié du signe dans Roman no 25, décembre 1988, p. 157-164.
- Avec François Poirié: Modernité de la modernité dans Art Press no 138, juillet-août 1989, p. 55-58.
- Avec Gérard Dessons: À quoi sert la littérature ? , Entretien avec Henri Meschonnic, Écrivains présents/La Licorne « À quoi sert la littérature ? », novembre 1989, p. 7-13.
- Avec Catherine Schroeder: Le meilleur slogan se dispense de ponctuation dans Médias l'Hebdo no 308, 16 février 1990, p. 18.
- Avec Daniel Delas sur Des Mots et des mondes dans Le Français aujourd'hui no 94, juin 1991, p. 114-118.
- Avec Anne-Marie Hubat : La notion de point de vue dans Le Français aujourd'hui no 98, juin 1992, p. 20-27.
- Avec Hidetaka Ishida dans Gendaishisô, Revue de la pensée d'aujourd'hui, Tokyo, novembre 1992, vol. 20-11, p. 158-165.
- Avec Sébastien Derrey en compagnie de Claude Régy : "Une même poétique" dans Théâtre/Public no 124-125, juillet-octobre 1995, p. 106-111.
- Avec Gérard Dessons : « Écrire le silence, le poème et la Bible », entretien avec Henri Meschonnic, NU(e), « Henri Meschonnic », no 21, septembre 2002.
- Avec Serge Martin : « Henri Meschonnic. Le rythme du poème dans la vie et la pensée (première partie) » dans Le Français aujourd’hui no 137 (« L’attention aux textes »), Paris : AFEF, avril 2002, p. 121-128 et « (deuxième partie) » dans Le Français aujourd’hui no 138 (« Les risques du polar »), juillet 2002, p. 121-128.
- Avec Samuel Blumenfeld : Je travaille à réhébraïser la Bible dans Le Monde 2, 5 février 2005, p. 21-25.
- Avec Luis Mizón : « Vie et poésie. Entretien de Luis Mizón avec Henri Meschonnic sur son expérience poétique de la traduction ») dans Confluences poétiques, no 3, décembre 2008, p. 287-301.

### Entretien avec Henri Meschonnic en ligne
- Avec Arnaud Bernadet : « La poétique tout contre la rhétorique », site Fleurs de rhétorique, 1998
- Avec Antoine Jockey, Missives, revue de la société littéraire de la poste et des télécoms, no 245, juin 2007.
- Avec Anne Mounic : "Se in Deo esse : Le poème et l’esprit, Temporel 6, septembre 2008.

## À propos d'Henri Meschonnic

### Ouvrages critiques
- Lucie Bourassa, Henri Meschonnic, Pour une poétique du rythme, (1re éd. 1997), Paris, Rhuthmos, 2015, 160 p.
- Jean-Louis Chiss, Gérard Dessons (dir.), La Force du langage, Rythme, discours, traduction, Autour de l’œuvre d’Henri Meschonnic, Paris, Honoré Champion, 2000 (Henri Meschonnic, Pascal Michon, Jean-Louis Chiss, Jürgen Trabant, Gérard Dessons, Daniel Delas, Serge Martin, Jean-Patrice Courtois, Véronique Fabbri, Denis Thouard, Alexis Nouss, Mônica de Almeida, Jean-Claude Chevalier)
- Pascal Michon (dir.), Avec Henri Meschonnic les gestes dans la voix, La Rochelle, Himeros/Rumeur des âges, 2003 (Henri Meschonnic, Pascal Michon, Véronique Fabbri, Serge Martin, Serge Ritman, Gérard Dessons, Éric Barjolle)
- Pascal Michon, Fragments d’inconnu. Pour une histoire du sujet, Paris, Le Cerf, 2010, coll. « Passages » dirigée par Jocelyn Benoist, 251 p.
- Pascal Michon, Les Rythmes du politique. Démocratie et capitalisme mondialisé, (1re éd. 2007), Paris, Rhuthmos, 2015, 316 p.
- Pascal Michon, Problèmes de rythmanalyse, vol. 2, Paris, Rhuthmos, 2022, 255 p.
- Gérard Dessons, Serge Martin et Pascal Michon (dir.), Henri Meschonnic, la pensée et le poème (Cerisy-la-Salle, juillet 2003), Paris, In’Press, 2005 (Henri Meschonnic, Gérard Dessons, Daniel Delas, Pascal Michon, Jean-Louis Chiss, Joëlle Zask, Geneviève Jolly, Bernard Noël, Béatrice Bonhomme, Patrick Rebollar, Ok-Ryon Kim, Arnaud Bernadet, Andrew Eastman, Jacques Ancet, Jürgen Trabant, Serge Martin, Youg Joo-Choi, Simone Wiener, Jae-Ryong Cho, Véronique Fabbri)
- Béatrice Bonhomme et Micéala Symington (dir.), Le Rythme dans la poésie et dans les arts, Honoré Champion, 2005. Comprend : « IV. Une pensée du rythme : Henri Meschonnic » (Henri Meschonnic, Laurent Mourey, Philippe Païni, Serge Martin - « Le poème, une éthique pour et par la relation rythmique, notes sur Henri Meschonnic et Ludwig Wittgenstein, p. 357-373 -, Andrew Eastman)
- Béatrice Bonhomme et Micéala Symington (dir.), Le Rêve et la ruse dans la traduction de poésie, Honoré Champion, 2008. Comprend : « II. Traduction et rythme » (Henri Meschonnic ou la saveur de l'écoute par Alexandre Eyriès; Embibler, taamiser avec les premiers gestes d'Au Commencement par Laurent Mourey, La traduction comme poème-relation avec Henri Meschonnic par Serge Martin)
- Marcella Leopizzi, Parler poème. Henri Meschonnic dans sa voix, Fasano-Paris, Schena-Baudry, 2009.
- Marko Pajević (ed.), The Henri Meschonnic Reader. A Poetics of Society, Edinburgh University Press 2019 (avec des textes d'introduction substantiels)

### Numéros de revues ayant consacré un dossier critique
- Esprit no 7-8, juillet-août 1977 (Alex Derczansky, Anne-Marie Pelletier, Olivier Mongin et Paul Thibaud pour la table ronde)
- L’Infini no 76, automne 2001 (Philippe Sollers, Benoît Chantre, Guy Petitdemange, Claude Vigée)
- Nu(e) no 21, septembre 2002 (Gérard Dessons, Catherine Zask, Jacques Ancet, Serge Martin, Yves Charnet, Patrick Quillier, Pascal Michon, Pascal Maillard, Lionel Verdier, Ishida Hidetaka, Patrick Rebollar)
- Autre Sud no 24, mars 2004 (Jacques Ancet, Charles Dobzynski, Jacques Lovichi, Serge Martin, Bernard Mazo)
- Résonance générale, no 1, été 2007 (Serge Martin, Philippe Païni, Laurent Mourey)
- Continuum, revue des écrivains israéliens de langue française, no 5, 2007-2008 (Esther Orner, Serge Martin, Pascal Maillard)
- Faire part, revue littéraire nouvelle série, no 22/23 « Le poème-Meschonnic », 2008 (Sabhan Adam, Demosthène Agrafiotis, Jacques Ancet, Jean Angerra, Christian Arthaud, David Banon, Sylvia Baron Supervielle, Arnaud Bernadet, Béatrice Bonhomme, Marlena Braester, Alain Chanéac, Michel Chassat, Jean-Claude Chevalier, Jacques Clauzel, Jean Gabriel Cosculluela, Alain Coste, Josyane De Jésus-Bergey, Daniel Delas, Gérard Dessons, Charles Dobzynski, Jean-Claude Esclin, Alexandre Eyriès, Guy Goffette, Claudine Helft, Joël Leick, Serge Martin, Bernard Mazo, Bruno Mendonça, Henri Meschonnic, Laurent Mourey, Bernard Noël, Philippe Païni, Angèle Paoli, Serge Pey, Jean-François Savang, Fabio Scotto, Pierre Soulages, Alain Suied, Georges Tari, Esther Tellermann, Gérard Titus-Carmel, Azalaïs Trocellier, Bernard Vargaftig, Jean-Paul Woodall, Catherine Zask)
- Europe, no 995 (coordonné par Serge Martin, avec les contributions de Jacques Ancet, Jürgen Trabant, Régine Blaig, Marc Petit, Claude et Jacques Treiner, Michel Chaillou, Jean-Luc Parant, Gilles Deleuze, Claude Régy, Gérard Dessons, Henri Mitterand, Sandrine Larraburu-Bédouret, Chloé Laplantine, Philippe Païni, Marlena Braester, Giovanni Dotoli, Valérie Deshoulières, Laurent Mourey, Jérôme Roger, Marko Pajeviæ, Charles Dobzynski, Bluma Finkelstein, Jean-Michel Adam, Claude Sicre, Daniel Delas et Henri Meschonnic), mars 2012

### Articles critiques
- Michel Deguy, "Un serial killer: Henri Meschonnic", Revue Action poétique (no 165), hiver 2001/2002, p. 110.
- Gérard Dessons, « Henri Meschonnic », Dictionnaire de poésie de Baudelaire à nos jours, (M. Jarrety éd.) PUF, 2001
- Sylvère Guiriec, « La lettre et le souffle. Texte biblique et traduction du rythme », revue Labyrinthe Atelier interdisciplinaire, no 9, printemps-été 2001, p. 31-42 (version en ligne de l'article)
- Claude Lanzmann, en réponse à Henri Meschonnic (« Ce mot de "Shoah" »), Le Monde du 26.02.05 (version .pdf de l'article original).
- Serge Martin, « Henri Meschonnic et Bernard Vargaftig : le poème relation de vie après l’extermination des juifs d’Europe » dans A. Schulte Nordholt (dir.),  Témoignages de l’après-Auschwitz dans la littérature juive-française d’aujourd’hui. Enfants de survivants et survivants-enfants, « Faux titre no 327 », Amsterdam / New York : Rodopi, décembre 2008, p. 136-150.
- Serge Martin, « Henri Meschonnic avec Les Cahiers du Chemin » dans "La Revue des revues" no 43, Paris : Ent'revues, 2009, p. 26-47.
- Jean-Michel Maulpoix, La liste du sycophante et la réponse d'Henri Meschonnic
- Valéry Rasplus, « Le philosophe et la Shoah », BibliObs, août 2015. La partie "Préambule" démonte l'argumentaire d'Henri Meschonnic, « Pour en finir avec la Shoah », Le Monde, 19 février 2005.
- Valéry Rasplus, « Le mot "Shoah" n'est pas de trop », Le Huffington Post, 22 avril 2016.
- Jacques Roubaud, "La métamorphose d'Henri Meschonnic en heptasyllabe", Revue Action poétique (no 166), printemps 2002, p. 130.

### Articles en ligne
- Jacques Ancet, à propos de l'essai Critique du rythme, Anthropologie historique du langage
- Jacques Ancet, « Henri Meschonnic ou la vie dans la voix »
- Arnaud Bernadet, « La rhétorique en procès »
- Serge Martin, « Henri Meschonnic, traducteur du Livre de Jonas : une relation de voix »
- Serge Martin, « Henri Meschonnic nous laisse sa vie »
- Pascal Michon, « Rythme, langage et subjectivation selon Henri Meschonnic »
- Laurent Mourey, note sur l'essai Dans le bois de la langue
- Laurent Mourey, à propos du recueil De Monde en monde
- Maïté Snauwaert, « Le Rythme critique d'Henri Meschonnic » sur Fabula.org
- Carnet de recherche sur hypothèse.org : http://mescho.hypotheses.org